# Werrington, Cambridgeshire
Werrington är en stadsdel i Peterborough, i unparished area Peterborough, i distriktet Peterborough, i grevskapet Cambridgeshire i England. Stadsdelen hade 9 881 invånare år 2021. Werrington var en civil parish 1866–1929 när blev den en del av Peterborough. Civil parish hade 807 invånare år 1921. Byn nämndes i Domedagsboken (Domesday Book) år 1086, och kallades då Widerintone.